# Renée Fleming
Renée Fleming, född 14 februari 1959 i Indiana, Pennsylvania, är en amerikansk operasångerska, sopran.

## Biografi
Renée Flemings föräldrar är sångpedagoger, och hon har studerat vid University of Rochester's Eastman School of Music och vid Juilliard i New York.
Renée Fleming slog igenom 1988, som grevinnan i Figaros bröllop, vid Houston Grand Opera. Året därpå debuterade hon vid New York City Opera och vid Royal Opera House, Covent Garden. År 1991 gjorde hon sitt första framträdande vid Metropolitan Opera i New York. 
Fleming medverkade vid världspremären av John Coriglianos The Ghosts of Versailles (Met 1991) och André Previns A Streetcar Named Desire (San Francisco Opera 1998). Hon var solist vid Nobelkonserten i Stockholms konserthus den 9 december 2006.
Hennes röst har kallats ”the gold standard of soprano sound”. Med Metropolitan Opera i New York som en av sina fasta punkter gästar hon de allra främsta orkestrarna och konserthusen på sina turnéer.
Fleming publicerade 2004 boken The Inner Voice: notes from a life onstage (ISBN 0-670-03351-0).
2008 tilldelades hon Polarpriset tillsammans med gruppen Pink Floyd.

## Diskografi i urval
- 1996 – Visions of Love – Mozart Arias (dir Sir Charles Mackerras) London
- 1997 – The Schubert Album (med Christoph Eschenbach) London
- 1998 – The Beautiful Voice Polygram
- 1998 – I Want Magic! London
- 1999 – Star Crossed Lovers Polygram
- 1999 – Richard Strauss: Four Last Songs (dir Christoph Eschenbach) RCA
- 1999 – Strauss Heroines Decca
- 2001 – Renée Fleming Decca
- 2001 – Night Songs (med Jean-Yves Thibaudet) Decca
- 2002 – Bel Canto Universal Classics
- 2003 – Under the Stars (med Bryn Terfel) Decca
- 2003 – By Request Decca
- 2004 – Händel Decca
- 2004 – Requiem Philips
- 2005 – Haunted Heart Decca
- 2005 – Sacred Songs Decca
- 2009 – Verismo Decca

Förutom dessa skivor har Renée Fleming deltagit i flera CD och DVD/video-inspelningar av kompletta operor/oratorier, bland andra:
- 1994 – Gioacchino Rossini: Armida (dir Daniele Gatti)
- 1995 – Jules Massenet: Hérodiade (dir Valerij Gergijev)
- 1996 – Alban Berg: Lulu Suite, Wozzeck Three Excerpts (dir James Levine)
- 1996 – Wolfgang Amadeus Mozart: Così fan tutte (dir Sir Georg Solti)
- 1997 – Felix Mendelssohn: Elijah (dir Paul Daniel)
- 1997 – Wolfgang Amadeus Mozart: Don Giovanni (dir Sir Georg Solti)
- 1998 – Gaetano Donizetti: Rosmonda d'Inghilterra (dir David Parry)
- 1998 – Antonín Dvořák: Rusalka (dir Sir Charles Mackerras)
- 1998 – André Previn: A Streetcar Named Desire (dir André Previn)
- 2000 – Georg Friedrich Händel: Alcina (dir William Christie)
- 2000 – Jules Massenet: Thaïs (dir Yves Abel)
- 2003 – Jules Massenet: Manon (dir Jesús López-Cobos)